# Melnîkove, Lîpova Dolîna
Melnîkove (în ucraineană Мельникове) este un sat în comuna Pidstavkî din raionul Lîpova Dolîna, regiunea Sumî, Ucraina.

## Demografie
Componența lingvistică a localității Melnîkove
     Ucraineană (95,15%)
     Rusă (4,85%)
Conform recensământului din 2001, majoritatea populației localității Melnîkove era vorbitoare de ucraineană (95,15%), existând în minoritate și vorbitori de rusă (4,85%).